# ديفيندو شارما
ديفيندو شارما هو ممثل هندي، ولد في 13 مايو 1983 بدلهي في الهند.

## وصلات خارجية
- ديفيندو شارما على موقع IMDb (الإنجليزية)
- ديفيندو شارما على موقع قاعدة بيانات الفيلم (الإنجليزية)